# Heaven's Design Team
Heaven's Design Team (天地創造デザイン部?, Tenchi sōzō dezain-bu) è un manga scritto sia da Hebi-Zou che da Tsuta Suzuki e disegnato da Tarako. Il manga viene serializzato a partire dal 22 febbraio 2017 sulla rivista Monthly Morning Two della casa editrice Kōdansha. Un adattamento anime, prodotto dallo studio Asahi Production, è andato in onda dal 7 gennaio al 25 marzo 2021.

## Trama
Nell'Heaven's Animal Design Department (lett. "Dipartimento di progettazione degli animali del Paradiso"), i designer creano una varietà di nuovi animali ogni giorno mentre lottano con le richieste irragionevoli del loro cliente: Dio. Infatti le sue richieste sono quelle di realizzare idee per un animale con caratteristiche uniche e bizzarre, ma questo serve anche per lo scopo di evidenziare la biologia degli animali. I disegni che vengono approvati da Dio diventano animali mentre quelli respinti tornano dal designer per essere rivisti finché non è soddisfatto.

## Personaggi
Shimoda (下田?, Shimoda)
Doppiato da: Jun'ya Enoki
Shimoda è il personaggio principale della serie. É un angelo che funge da collegamento tra Dio e il Dipartimento di Design. Ha i capelli castani corti e gli occhi marroni. Indossa un abito nero che ha un paio di ali d'angelo sul nero, insieme a una camicia bianca e cravatta blu per il lavoro e per tutta la serie. Completa il suo abbigliamento professionale con calze viola e scarpe formali marroni. Shimoda è un principiante presso l'Heaven's Design Department, lo dimostra la sua mancanza di esperienza. Nonostante la sua inesperienza, è serio nel lavorare e di buon cuore. Cerca di rompere la tensione e trovare soluzioni per evitare problemi e spostare le cose. Inoltre, ama cuocere.
Ueda (上田?, Ueda)
Doppiata da: Yumi Hara
Ueda è anche lei un angelo che funge da collegamento tra Dio e il Dipartimento di Design. Ueda ha la pelle chiara, i capelli ondulati, lunghi e biondi e gli occhi azzurri. Indossa un abito nero, che consiste in una gonna corta e un tipo di cappotto a collo basso. Ueda ha una personalità allegra e cerca di aiutare tutti con i loro progetti.
Dio (神様?, Kami-sama)
Doppiato da: Naoki Tatsuta
Dio, chiamato in giapponese "Kami-sama", è un personaggio invisibile che ha il compito di giudicare i lavori progettuali di animali creati dai designer. Se i lavori vengono approvati da lui, gli animali diventeranno dei veri esseri viventi. Mentre se i lavori non vengono accettati, li respinge, riportandoli al designer, lasciandolo a riflettere su cosa ha sbagliato.
Higuchi (火口?, Higuchi)
Doppiata da: Asuna Tomari
Higuchi è un ingegnere che verifica se i disegni degli animali funzioneranno effettivamente nel mondo fisico. È la lavoratrice più dura dell'ufficio. Higuchi ha gli occhi verdi, lunghi capelli rossi che indossa in una coda di cavallo e indossa i suoi occhiali come una fascia per capelli. Ha una figura alta e snella, che sfoggia in una tuta rossa meccanica che tiene aperta per mostrare il suo reggiseno nero. Completa il suo abbigliamento con una cintura degli attrezzi, guanti gialli e scarpe verdi. Higuchi può essere un po' aggressiva a volte, specialmente quando costruisce gli animali che riceve dal dipartimento di progettazione. Ma è anche una persona allegra.

### Personaggi appartenenti al Dipartimento di Design
Tsuchiya (土屋?, Tsuchiya)
Doppiato da: Kazuhiko Inoue
Tsuchiy, è un designer e il capo del Dipartimento di Design. Il suo capolavoro è il cavallo. Tsuchiya è uno dei personaggi più anziani della serie. Ha i capelli bianchi e gli occhiali. Indossa uno yukata e ha colori blu e giallo. Tsuchiya ha un'ossessione divertente ma un po' fastidiosa per i cavalli.  Tuttavia, i suoi compagni di squadra sono abituati a questo e cercano di incoraggiarlo a venire con un altro design.
Kimura (木村?, Kimura)
Doppiato da: Yūichirō Umehara
Kimura è un designer presso il Dipartimento di Design. Il suo capolavoro è la mucca. Kimura è molto alto e un po' muscoloso, molto simile al corpo di un nuotatore. Ha capelli castani, spettinati, corti e occhi nocciola. Indossa pantaloni marroni, un gilet verde, camicia bianca e scarpe. Ha un'ossessione per gli animali "gustosi". Secondo lui, i suoi progetti devono essere "deliziosi". Spesso, cerca di intrufolarsi in un assaggio degli animali dei suoi compagni di squadra. Ma nel complesso, è molto allegro e appassionato del suo lavoro.
Mizushima (水島?, Mizushima)
Doppiato da: Jun'ichi Suwabe
Mizushima è un designer presso il Dipartimento di Design. Il suo capolavoro è il serpente. Mizushima ha un aspetto piuttosto rilassato, anche se la sua espressione facciale racconta un'altra storia. Indossa un dolcevita blu con jeans azzurri e scarpe da ginnastica. Ha i capelli neri corti e porta gli occhiali.  Sembra avere una personalità un po' distaccata o stoica. Tuttavia, quando si tratta del suo capolavoro, il serpente, farà il possibile per mostrare le abilità della creatura anche se ciò avviene a scapito degli altri animali, in particolare dell'uccello. Tende a dare priorità alla semplicità e all'efficienza, come mostrato nei suoi progetti e abitudini alimentari.
Kanamori (金森?, Kanamori)
Doppiata da: Daisuke Kishio
Kanamori è una designer del Dipartimento di Design. Il suo capolavoro è l'uccello. Ha un aspetto viola piuttosto sorprendente. Ha i capelli viola-rosa che indossa in una singola treccia che atterra sul lato destro del viso. Inoltre, si trucca viola-rosa. Ha una corporatura snella che è evidenziata dalla sua tuta viola che arriva sotto le ginocchia. Completa il suo abbigliamento con una grande cintura dorata e tacchi neri. Fa di tutto per difenderli ed estendere la loro longevità contro i predatori. Ha paura degli insetti.
Meido (冥戸?, Meido)
Doppiata da: Naomi Ōzora
Meido è una designer presso il Dipartimento di Design. Il suo capolavoro è la rana velenosa. Indossa un abito verde menta con un teschio e un cappello sul petto. L'abito ha anche un fiocco rosa e nero nella zona della cintura e ha finiture nere sugli orli. Porta i capelli rosa in due grandi code di cavallo assicurate da alcuni fiocchi verdi e neri. La ragazza è affascinata da tutto ciò che è morboso. Come illustra il suo abbigliamento, le piacciono le cose oscure e velenose.
Unabara (海原?, Unabara)
Doppiato da: Ryōta Takeuchi
Unabara è un designer presso il Dipartimento di Design. Il suo capolavoro è il canguro. Unabara è il più alto del gruppo, con una corporatura muscolosa e tratti del viso morbidi. Ha occhi nocciola, lunghi capelli castani che arrivano al centro della schiena e un pizzetto corto. Il suo outfit tipico è composto da una camicia gialla, cravatta nera, gilet maglione rosa, pantaloni blu e mocassini marroni.

### Altri personaggi
Yokota (横田?, Yokota)
Doppiato da: Ryōta Ōsaka
Yokota è uno scienziato. Lo si nota dai i suoi lunghi capelli bianchi, dagli occhi infossati e la corporatura snella. Indossa un camice bianco da laboratorio che ha diversi buchi. Inoltre, indossa bende rosse intorno al braccio destro e ha una benda sull'occhio viola sul lato destro. Nonostante il suo aspetto spaventoso, Yokota è una persona laboriosa e seria, che sembra apprezzare le creature oscure e spaventose. Si mostra anche umile, esprimendo imbarazzo quando ha mostrato il suo disegno ai designer. I designer lo considerano un buon cliente, soprattutto perché ha dato istruzioni chiare per l'incarico e ha pagato il doppio per entrambi i disegni
Kenta (土屋 ケンタ?, Tsuchiya Kenta)
Doppiato da: Hina Kino
Kenta è il nipote di Tsuchiya e un appassionato di cavalli, come suo nonno. Kenta è di altezza tipica per un ragazzo della sua età. Porta i capelli castani tagliati a scodella, ma con i lati un po' più lunghi, e ha gli occhi blu-verdi. Il suo abbigliamento è molto formale, con camicia bianca, gilet blu e pantaloncini a quadri gialli.

## Media

### Manga
Il manga è scritto sia da Hebi-Zou che da Tsuta Suzuki e disegnato da Tarako. La serie è stata serializzata sulla rivista Monthly Morning Two della casa editrice Kodansha il 22 febbraio 2017. Il primo volume tankobon è stato pubblicato il 22 novembre 2017.  Al 22 luglio 2022 sono stati pubblicati otto volumi.

#### Volumi[1]
| Nº | Data di prima pubblicazione | Data di prima pubblicazione | Data di prima pubblicazione |
| Nº | Giapponese                  | Giapponese                  |                             |
| -- | --------------------------- | --------------------------- | --------------------------- |
| 1  | 22 novembre 2017            | ISBN 978-4-06-510461-3      |                             |
| 2  | 22 giugno 2018              | ISBN 978-4-06-511712-5      |                             |
| 3  | 23 gennaio 2019             | ISBN 978-4-06-514673-6      |                             |
| 4  | 23 agosto 2019              | ISBN 978-4-06-516885-1      |                             |
| 5  | 23 aprile 2020              | ISBN 978-4-06-510461-3      |                             |
| 6  | 21 gennaio 2021             | ISBN 978-4-06-521855-6      |                             |
| 7  | 21 ottobre 2021             | ISBN 978-4-06-524640-5      |                             |
| 8  | 22 luglio 2022              | ISBN 978-4-06-528468-1      |                             |

### Anime
Un adattamento anime è stato annunciato il 21 aprile 2020.  La serie è diretta da Sōichi Masui della Asahi Production, con la composizione della serie gestita da Michiko Yokote, il character design di Sachiko Oohashi e la colonna sonora da Hayato Matsuo. È andato in onda dal 7 gennaio al 25 marzo 2021 su AT-X e altri canali. Una settimana dopo la pubblicazione dell'ultimo episodio, è stato pubblicato uno speciale pubblicato il 2 aprile 2021. La sigla di apertura è Give It Up? eseguita da 96Neko, e la sigla di chiusura è DESIGNED BY HEAVEN! eseguita da Paraiso☆Employee Stars. In Italia, la serie viene trasmessa in versione sottotitolata su Crunchyroll, così come nel resto del mondo.
| Nº       | Titolo italiano Giapponese 「Kanji」 - Rōmaji | In onda          | In onda |
| Nº       | Titolo italiano Giapponese 「Kanji」 - Rōmaji | Giapponese       |         |
| 1        | Idea 1 「案件1」 - Anken 1                    | 7 gennaio 2021   |         |
| 2        | Idea 2 「案件2」 - Anken 2                    | 14 gennaio 2021  |         |
| 3        | Idea 3 「案件3」 - Anken 3                    | 21 gennaio 2021  |         |
| 4        | Idea 4 「案件4」 - Anken 4                    | 28 gennaio 2021  |         |
| 5        | Idea 5 「案件5」 - Anken 5                    | 4 febbraio 2021  |         |
| 6        | Idea 6 「案件6」 - Anken 6                    | 11 febbraio 2021 |         |
| 7        | Idea 7 「案件7」 - Anken 7                    | 18 febbraio 2021 |         |
| 8        | Idea 8 「案件8」 - Anken 8                    | 25 febbraio 2021 |         |
| 9        | Idea 9 「案件9」 - Anken 9                    | 4 marzo 2021     |         |
| 10       | Idea 10 「案件10」 - Anken 10                 | 11 marzo 2021    |         |
| 11       | Idea 11 「案件11」 - Anken 11                 | 18 marzo 2021    |         |
| 12       | Idea 12 「案件12」 - Anken 12                 | 25 marzo 2021    |         |
| Speciale | Idea 13 「案件13」 - Anken 13                 | 2 aprile 2022    |         |